# خلية عملاقة

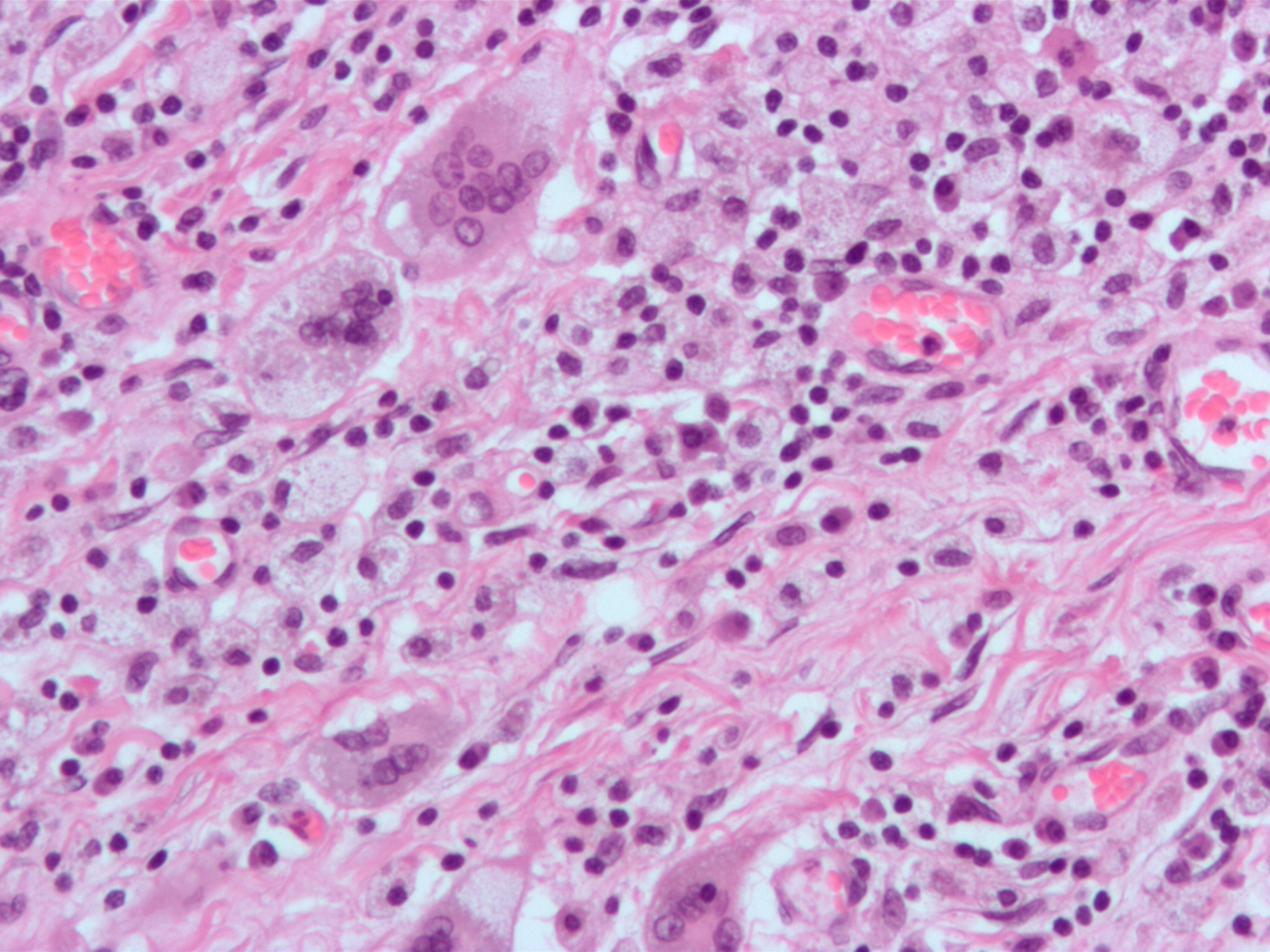
خلايا عملاقة متعددة النوى بسبب العدوى. صبغة الهيماتوكسيلين واليوزين

خلية عملاقة (بالإنجليزية: Giant cell)‏ هي كتلة تتكون من اتحاد عدد من الخلايا البارزة (عادة البلعم). ويمكن أن تنشأ استجابة لعدوى أو جهة خارجية توجد عادة في بعض الالتهابات المزمنة التي تتميز بتكون الورم الحليمي كما في السل الرئوي والساركويد .